# Dictyota dichotoma

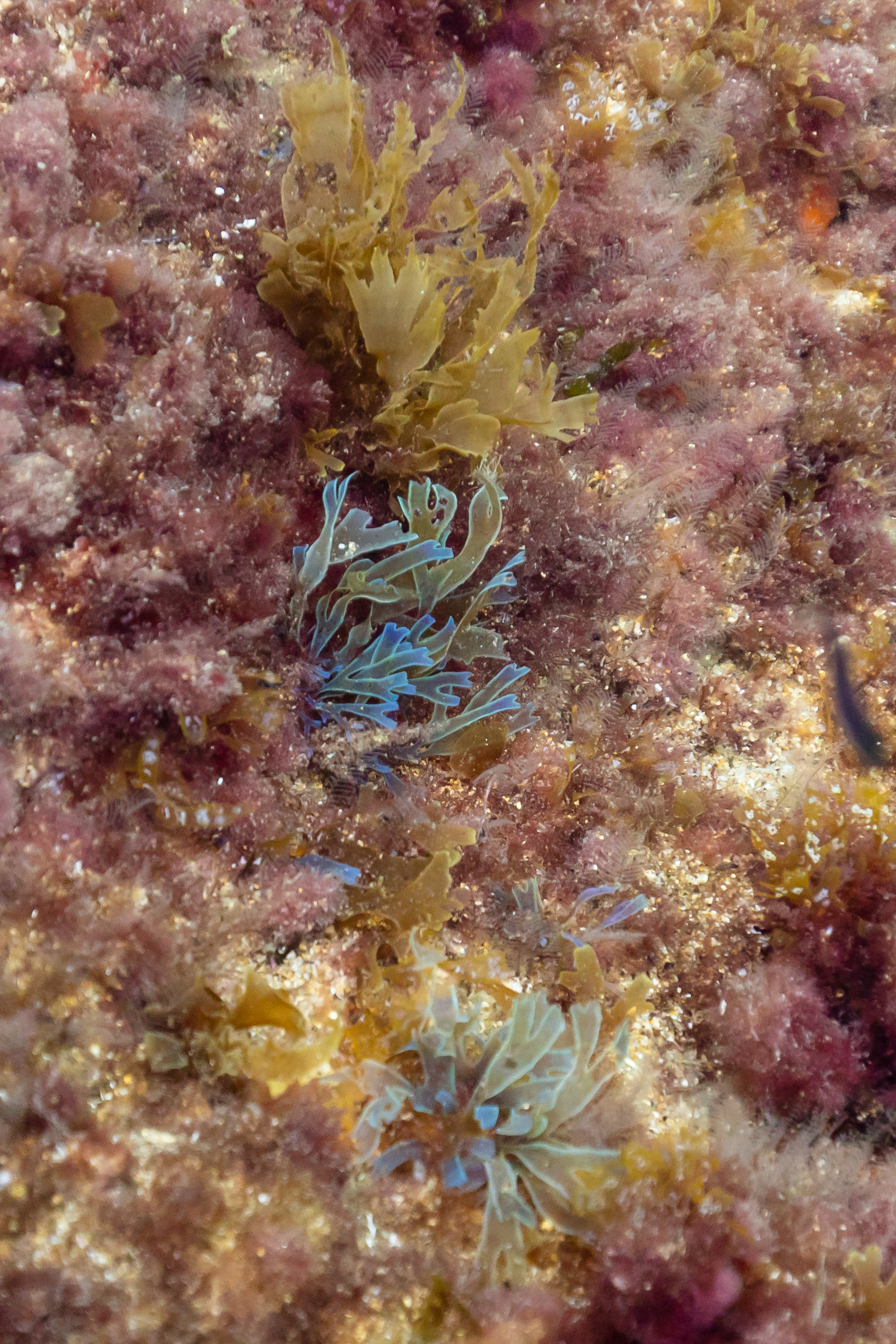
Ejemplares coloridos en la costa de Santander (España).

Dictyota dichotoma es un alga de la clase Phaeophyceae (algas pardas).

## Distribución
Está presente en mares templados y cálidos. Habita sobre sustratos rocosos o duros. En zonas protegidas y bien iluminadas, en las zonas mareales e infra mareales, desde la superficie hasta unos 20 m de profundidad.

## Descripción
Talo laminar, aplanado con bifurcaciones dicotómicas, de consistencia flexible y color pardo con leves irisaciones verdosas bajo el agua. Los ápices de las ramificaciones son redondeados y bilobulados. En el centro de estos lóbulos se encuentra la zona de crecimiento. Presenta un falso nervio (es sólo un engrosamiento) en la parte media del talo que lo recorre en toda su longitud. Tamaño de unos 25 cm.
El talo está constituido tres capas de células, dos externas, delgadas que forman el córtex y una interna más gruesa que conforma la médula. El crecimiento es debido a una única célula apical que va creciendo y tabicándose de forma perpendicular al talo. A veces se produce una división de forma paralela al talo originándose la bifurcación del talo en dos ramas, cada una con una zona de división.
Se fija al fondo con unos rizoides terminados en un disco adhesivo.

## Biología
La reproducción suele coincidir con los meses de verano. Presenta talos dioicos. En los gametofitos (haploide - n) los individuos presentan manchas o soros en la superficie con grupos de gametangios situados perpendicularmente al plano del talo y entremezclados con filamentos estériles, las paráfasis. En el caso de los masculinos son gametangios pluriloculados, produciéndose un espermatozoide por lóculo, con la peculiaridad de ser uniflagelados. Los femeninos son uniloculares, en ellos se produce una única oosfera. Una vez liberados al medio se producen fenómenos de atracción quimiotáctila por feromonas excretadas por el oogonio. Se forma el zigoto y a partir de este el esporófito (diploide - 2n) donde por meiosis se generan 4 aplanosporas (células sin flagelos características del grupo) que darán lugar a dos gametófitos masculinos y dos gametófitos femeninos.
La especie soporta cierto grado de contaminación orgánica.